# Romance cho vĩ cầm và dàn nhạc số 2 (Beethoven)

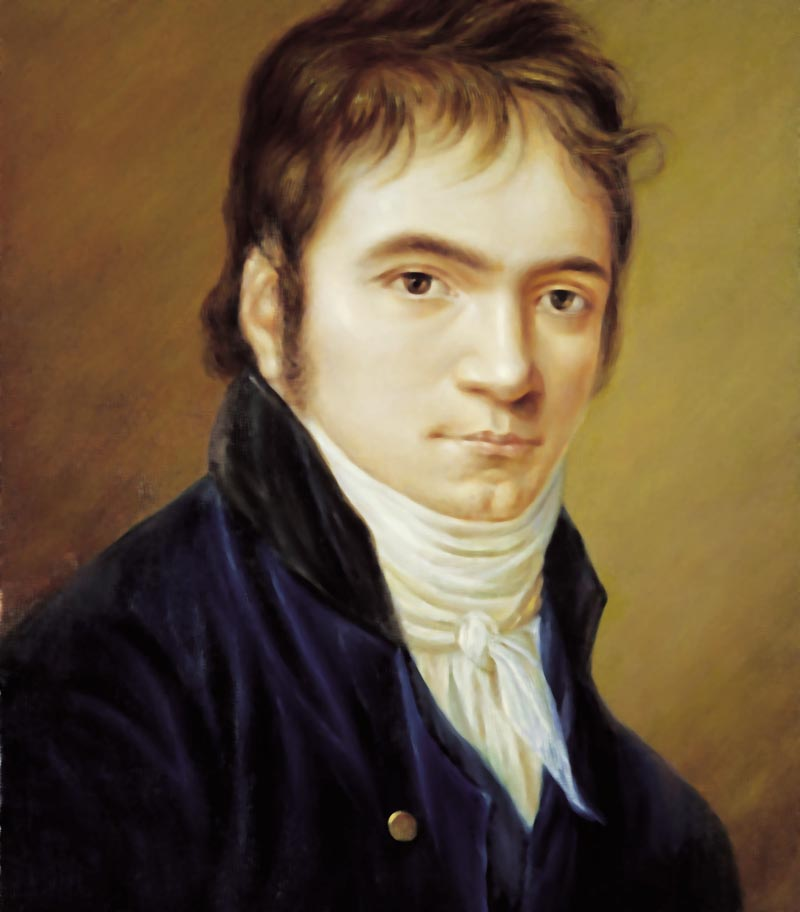
Beethoven Hornemann

Bản Romance dành cho violin và dàn nhạc số 2 cung Fa trưởng, Op. 50, là tác phẩm thứ hai trong số hai tác phẩm mang hình thức Romance của Ludwig van Beethoven. Tác phẩm được viết vào năm 1798 nhưng mãi đến năm 1805 mới được xuất bản, lúc đó Beethoven đã hoàn thành và xuất bản tác phẩm khác, Romance số 1 của ông thuộc cung Sol trưởng, Op. 40. Phần đệm của tác phẩm này dành cho sáo và một cặp đàn oboes, kèn bassoon và kèn cùng với với dàn nhạc dây. Thời lượng khoảng tám phút, Beethoven đưa ra nhịp độ của bài là "Adagio Cantabile"
Đã có một vở ba lê dựa trên tác phẩm này, có tựa đề Beethoven Romance, được công chiếu lần đầu bởi Nhà hát Ballet Thành phố New York vào ngày 2 tháng 2 năm 1989.